# Алга-2 (футбольний клуб)
ФК «Алга-2» Бішкек (кирг. «Алга-2» Бишкек) — киргизський футбольний клуб з міста Бішкек, який виступає у Першій лізі чемпіонату Киргизстану. Фарм-клуб команди Алга (Бішкек)

## Хронологія назв
- 19??: ФК «Алга-д» (Фрунзе)
- 1993: ФК «Алга» (Бішкек)
- 1994: об'єднався з ФК «Алга-РІІФ» (Бішкек) в «Алга (Бішкек)».
- 1994—...: ФК «Алга-2» (Бішкек)

## Історія
Команда була заснована під назвою ФК «Алга-д» (Фрунзе). В 1993 році була перейменована в ФК «Алга» (Бішкек) і в цьому ж році дебютувала у Вищій лізі, в якому посіла 5-те місце. У цьому ж році команда також дебютувала і в національному кубку, в якому дісталася фіналу та поступилася з рахунком 0:4 ФК «Алга-РІІФ» (Бішкек). У 1994 році клуб злився з ФК «Алга-РІІФ» (Бішкек) в «Алга (Бішкек)», перша команда якої продовжила виступи у Вищій лізі, а друга команда як фарм-клуб (регламент забороняє фарм-клубам виступати у Вищій лізі) розпочала свої виступи серед клубів Першої ліги. У 2010-х роках у національному кубку Алга-2 виступає не надто вдало, найкращими досягненнями клубу в цей період стали вихід до 1/4 фіналу в сезонах 2013 та 2015 років.

## Досягнення
- Топ-Ліга
  - 5-те місце (1): 1993

- Кубок Киргизстану
  -  Фіналіст (1): 1993

## Результати виступів у національному кубку
- 1993: фіналіст
- 1994: 1/16 фіналу (технічна поразка)
- 2011: 1/16 фіналу
- 2012: 1/32 фіналу (технічна поразка)
- 2013: 1/4 фіналу
- 2014: 1/16 фіналу
- 2015: 1/4 фіналу

## Відомі гравці
- Спартак Алієв
- Алік Ансанбаєв
- Валерій Березовський
- Сергій Єфимовський
- Замірбек Джумагулов
- Констянтин Колесов
- Іслам Курбанмаєв
- Сергій Куцов
- Сергій Лебедєв
- Олексій Манжин
- Віталій Мерзляков
- Азамат Мусакеєв
- Євгеній Пилипас
- Олексій Рощин
- Олексій Рибаков
- Канат Сардаров
- Олексій Таркін
- Ринад Урмеєв
- Олег Холковський
- Володимир Чертков